# Rubus chaerophylloides
Rubus chaerophylloides — вид квіткових рослин з родини трояндових (Rosaceae). Ареал: Польща, Чехія.
Вид відомий переважно в південно-західній частині країни, у південній частині Великої Польщі та східних областях Нижньої Сілезії. Виявлено невелику кількість локалітетів.